# بلگورود
بلگورود (به روسی: Белгород) مرکز استان بلگورود در کشور روسیه است. این شهر نزدیک مرز اوکراین می‌باشد.